# George Eugene Beyer
George Eugene Beyer (* als Georg Eugen Beyer; 9. September 1861 in Meißen, Sachsen; † 2. Juni 1926 in New Orleans, Louisiana), häufig auch George E. Beyer zitiert, war ein deutschamerikanischer Biologe.

## Leben
Beyer wurde in Dresden und Berlin ausgebildet. Er war ein Student von Alfred Brehm und Otto Staudinger. 1880 ging er nach Mittelamerika, wo er wertvolle Insektensammlungen anlegte. Nachdem er erfuhr, dass diese Sammlungen während der Überfahrt verlorengingen, kehrte er nie wieder nach Europa zurück und ließ sich stattdessen 1891 in New Orleans nieder. Er richtete ein Präparationslabor ein und wurde Feldmitarbeiter in der Smithsonian Institution. 
Von 1893 bis 1918 war Beyer als Kurator am Naturkundemuseum der Tulane University (heute Tulane University Biodiversity Research Institute) tätig und wurde 1912 ordentlicher Professor für Biologie. Während Beyers Amtszeit wurde das Museum reorganisiert, wodurch der Sammlungsbestand bis 1907 auf 170.000 Exemplare anstieg. Nach seinem Ausscheiden erlebte das Museum eine lange Zeit der Vernachlässigung. Im Jahr 1955 wurde es offiziell aufgelöst.
Im Jahr 1918 wurde Beyer medizinischer Entomologe bei der Gesundheitsbehörde des Staates Louisiana, eine Position, die er bis zu seinem Tod am 2. Juni 1926 innehatte.
Beyer leistete bedeutende Arbeit bei der Mücken- und Gelbfieberforschung und nahm 1905 an der erfolgreichen und endgültigen Bekämpfung der Gelbfiebermücken in New Orleans teil. Als Assistenzchirurg des U.S. Marine Hospital Service wurde er zur Erforschung des Gelbfiebers in den mexikanischen Bundesstaat Veracruz geschickt, später war er als Sonderinspektor für das Landwirtschaftsministerium der Vereinigten Staaten tätig. 
Er war einst Präsident der Louisiana Naturalists Society und der Louisiana Audubon Society, Mitglied der American Ornithologists’ Union der American Microscopical Society, der American Public Health Association sowie anderer wissenschaftlicher Gesellschaften. Seine Veröffentlichungen betrafen vor allem die Archäologie, die Herpetologie und Ornithologie von Louisiana sowie die medizinische Entomologie.

## Dedikationsnamen
Percy Viosca benannte 1937 die Froschart Necturus beyeri zu Ehren von George Beyer.